# Nikola Petković
Nikola Petković (in serbo Никола Петковић?; Novi Sad, 28 marzo 1986) è un ex calciatore serbo, di ruolo difensore.

## Caratteristiche tecniche
È un terzino.

## Palmarès

### Club

#### Competizioni nazionali
- Coppa di Serbia: 1

Stella Rossa: 2011-2012